# 1-й механизированный разведывательный батальон
1-й механизированный разведывательный батальон (англ. 1st Light Armored Reconnaissance Battalion (1st LAR Bn)) — тактическое формирование Корпуса морской пехоты США.

## Состав
- Штаб и рота обслуживания (4 LAV-25, 4 LAV-C2, 4 LAV-L, 2 LAV-R)
  - Взвод технического обслуживания
  - Автотранспортный взвод
- 5 линейных рот: Альфа, Браво, Чарли, Дельта и Эхо
  - Штабной взвод (2 LAV-25, LAV-C2, LAV-R & 2 LAV-L)
  - 3 линейных взвода (×4 LAV-25 (по 3 морпеха и 3 разведчика в каждом)
  - Взвод оружия:
    - Секция ПТУР (4 LAV-AT)
    - Секция миномётов (2 LAV-M)[1]

Батальон имеет на вооружении автоматы М4, одноразовые гранатомёты AT4, многоразовые гранатомёты SMAW, ПТУР TOW, 12.7-мм крупнокалиберных пулемёты М2, 218 7.62-мм пулемётов, 74 25-мм пушки M242 Bushmaster, 40-мм гранатомёты и 81-мм миномёты.

## История
1-й батальон легких бронемашин (First Light Armored Vehicle Battalion) был задействован в мае 1985 г. и в июле 1985 г. начал получать первые лёгкие разведывательные бронемашины LAV-25. 9 октября 1988 года батальон был переименован в 1-й механизированный пехотный батальон (First Light Armored Infantry Battalion).

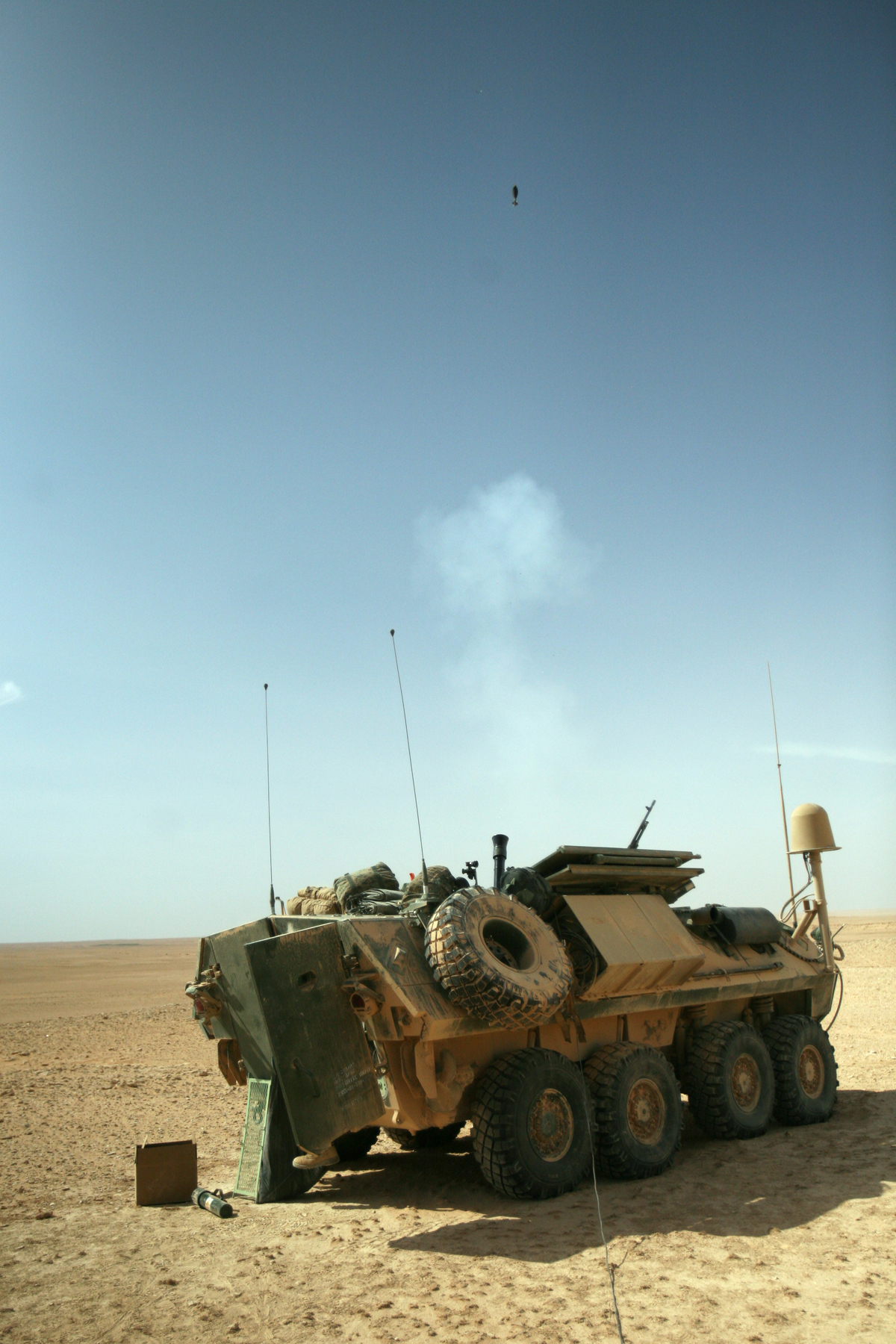
6 марта 2009: самоходный миномёт LAV-M из роты «Фокс» 1-го мехрб ведёт огонь из 81-мм миномёта на полигоне возле сирийской границы.

В августе 1990 г. 1-й механизированный пехотный батальон был переброшен в Юго-Западную Азию в ответ на вторжение Ирака в Кувейт. В ходе операции Щит пустыни 1-й механизированный пехотный батальон был передовым подразделением 1-й дивизии морской пехоты, осуществляя досмотр и контрразведку на границе Кувейта и Саудовской Аравии. В ходе операции «Шторм в пустыне» после прорыва иракских оборонительных позиций 1-й механизированныйй пехотный батальон наступал на север с целью обнаружения и уничтожения сил противника. На третий день наступления 1-й механизированный пехотный батальон первым из союзных войск вошел в город Эль-Кувейт, захватив 28 февраля 1991 года международный аэропорт Кувейта. В апреле 1991 г. батальон был передислоцирован в США. 1 мая 1992 г. 1-й механизированный пехотный батальон был срочно переброшен в Лос-Анджелес и оказал помощь полицейскому управлению Лонг-Бич в подавлении гражданских беспорядков и мародёрства. После успешного развёртывания в составе воздушно-наземной оперативной группы специального назначения морской пехоты в Лос-Анджелесе батальон вновь вернулся в Кэмп-Пендлтон. 12 июня 1992 г. 1-й механизированный пехотный батальон был переименован в 1-й разведывательный батальон (механизированный). Почти два года спустя, 1 марта 1994 г., 1-й разведывательный батальон (механизированный) претерпел ещё одну смену названия и был переименован в 1-й механизированный разведывательный батальон (1 мехрб).

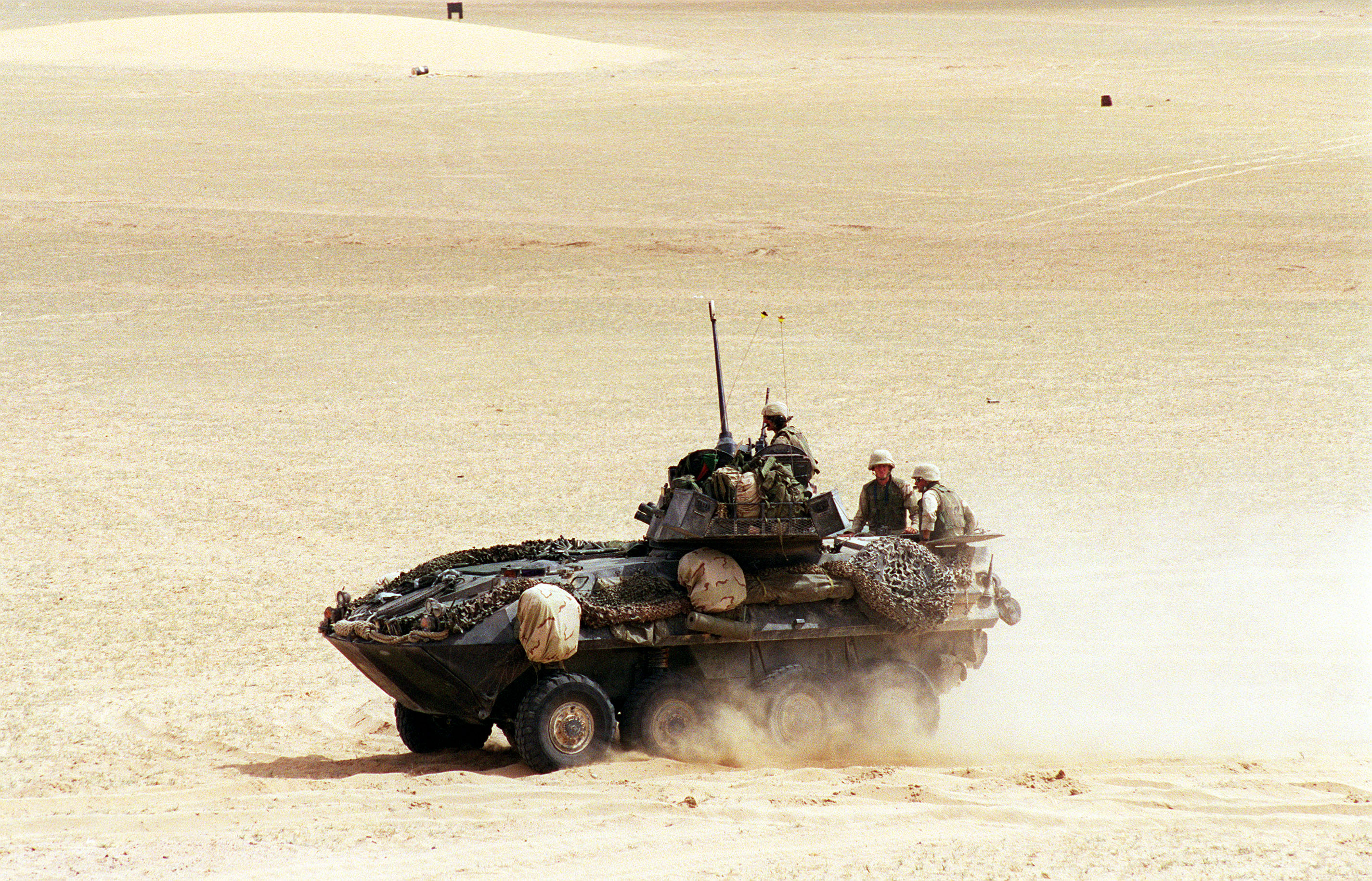
БРМ LAV-25 1-го мехрб на полигоне Удайри (Кувейт) 8 апреля 2000 года.

В декабре 2001 г. рота «Браво» 1-го механизированного разведывательного батальона была развёрнута в Афганистане в составе 15-го экспедиционного отряда морской пехоты (способного проводить специальные операции) для поддержки операции ENDURING FREEDOM. Действия роты в очередной раз продемонстрировали ценность лёгких бронированных разведывательных средств морской пехоты при выполнении различных боевых задач в условиях пересеченной местности Афганистана.
1-й механизированный разведывательный батальон вновь откликнулся на призыв к оружию в январе 2003 г., когда он был переброшен в Юго-Западную Азию для поддержки операции «Иракская свобода». Батальон, действуя в составе 5-й полковой боевой группы (Regimental Combat Team Five), первым пересёк иракско-кувейтскую границу 20 марта 2003 года. После молниеносного наступления на север Ирака 1-й механизированный разведывательный батальон сыграл важную роль в обеспечении безопасности столицы Багдада. Благодаря своей уникальной мобильности и разведывательным возможностям батальон вышел из состава 5-й полковой боевой группы и был направлен в оперативную группу «Триполи» (Task Force Tripoli). В составе оперативной группы «Триполи» батальон продвигался дальше на север и в конечном итоге овладел родным городом бывшего иракского диктатора Саддама Хусейна — Тикритом. После прекращения основных боевых действий 1-й механизированный разведывательный батальон был переброшен из северной части Ирака на крайний юг страны вдоль саудовско-аравийской границы для пресечения и предотвращения незаконной контрабанды в Ирак. 1-й механизированный разведывательный батальон передислоцировался в США в конце мая 2003 года. В феврале 2004 г. 1-й механизированный разведывательный батальон вновь вернулся в Ирак, на этот раз для поддержки операции IRAQI FREEDOM II. Батальон проводил операции по обеспечению безопасности и стабильности в провинции Анбар на западе Ирака в составе 7-й полковой боевой группы. 1-й механизированный разведывательный батальон выполнял широкий спектр важнейших задач, включая ключевые роли в операциях полкового масштаба, по захвату или уничтожению террористов и повстанцев. Кроме того, батальон принимал активное участие в патрулировании западных границ Ирака с целью предотвращения проникновения оружия и повстанцев. Батальон вернулся в США в октябре 2004 года.
В сентябре 2005 г. 1-й механизированный разведывательный батальон (1 мехрб) в очередной раз был развёрнут для поддержки операции «Иракская свобода», чтобы сменить 2-й мехрб. Основным направлением их деятельности было противодействие повстанцам и стабилизационные операции в провинции Анбар. В марте 2006 г. их сменил 3-й мехрб, после чего они вернулись в Кэмп-Пендлтон. В октябре 2008 г. 1-й мехрб был передислоцирован в провинцию Анбар для поддержки операции «Иракская свобода», чтобы сменить 2-й мехрб. В основном они действовали на базе Camp Korean Village, Ar Rutba и аэродроме Sinjar, проводя операции по обеспечению безопасности и стабилизации обстановки в рамках подготовки к предстоящему выводу американских войск и закату операции «Иракская свобода». В апреле 2009 г. они были освобождены от несения службы 3-м мехрб и вернулись на родину. После возвращения рота «Эхо» была активизирована в июне 2009 г.
После возвращения к операции «Несокрушимая свобода» 1-й мехрб в июне 2010 г. был переброшен в южную провинцию Гильменд. Батальон был рассредоточен по всему району боевых действий, занимая множество патрульных баз и боевых застав. В результате их действий были нейтрализованы и/или уничтожены многочисленные опорные пункты противника, которые прочно укрепились в нескольких деревнях и городах. В декабре 2010 г. 1-й мехрб был заменён на 3-й мехрб и вернулся в Соединённые Штаты. В ноябре 2011 г. 1-й мехрб вернулся в южную провинцию Гильменд, чтобы поддержать 2-й мехрб. Особое внимание было уделено взаимодействию с местными властями для интеграции с местными правоохранительными органами и армией с целью зачистки и ликвидации вражеского присутствия. По завершении развёртывания они вернулись в мае 2012 г. В апреле 2013 г. рота «Эхо» была деактивирована.
В июле 2014 г. рота «Альфа» поднялась на борт корабля USS America для поддержки Воздушно-наземной оперативной группы морской пехоты специального назначения «Юг-14» (SPMAGTF South-14) в Южном командовании США (SOUTHCOM). Рота «Дельта» официально деактивирована в октябре 2017 года. Роты «Альфа», «Браво» и «Чарли» продолжают цикл ротации по ротам в поддержку ротируемых подразделений MEU на западном побережье.